# Bandits de Baltimore
Les Bandits de Baltimore sont une franchise professionnelle de hockey sur glace basée à Baltimore (Maryland, États-Unis) ayant évolué dans la Ligue américaine de hockey de 1995 à 1997.

## Histoire
Les Bandits de Baltimore font leurs débuts dans la Ligue américaine de hockey en 1995 comme équipe d'expansion et sont affiliés aux Mighty Ducks d'Anaheim. Ils sont la troisième équipe basée à Baltimore à jouer dans la LAH après les Clippers (1962-1976) et les Skipjacks (1981-1993).
Après deux saisons mitigées où ils atteignent malgré tout les séries éliminatoires, ils déménagent en 1997 à Cincinnati en Ohio où ils deviennent les Mighty Ducks de Cincinnati.

## Bilan
| Saison    | PJ | V  | D  | N  | DP | BP  | BC  | Pts | Classement                      | Séries éliminatoires                        |
| --------- | -- | -- | -- | -- | -- | --- | --- | --- | ------------------------------- | ------------------------------------------- |
| 1995-1996 | 80 | 33 | 36 | 9  | 2  | 279 | 299 | 77  | 3e place, division Sud          | 3-2 Bears de Hershey 3-4 Crunch de Syracuse |
| 1996-1997 | 80 | 30 | 37 | 10 | 3  | 251 | 285 | 73  | 4e place, division Mid-Atlantic | 0-3 Phantoms de Philadelphie                |

## Personnalités

### Entraîneurs
- Walt Kyle (1995-1996)
- Moe Mantha (1996-1997)